# هاكان ميريتشليلر
هاكان ميريتشليلر (بالتركية: Hakan Meriçliler)‏ هو ممثل تركي ولد في يوم 29 تشرين الأول 1968 في مدينة إزمير في تركيا، مثل في عدة مسلسلات منها مسلسل لعبة القدر بدور يعقوب.

## روابط خارجية
- هاكان ميريتشليلر على موقع IMDb (الإنجليزية)
- هاكان ميريتشليلر على موقع قاعدة بيانات الفيلم (الإنجليزية)